# Abc-förmodan
abc-förmodan, eller Oesterlé–Massers förmodan, är en berömd förmodan inom talteorin som uttalar sig om allmänna positiva heltal a, b och c sådana att de är relativt prima och a+b=c. Förmodan säger att för nästan alla val av talen a, b och c så är produkten av alla primfaktorer som förekommer i a eller b inte mycket större än c.

## Konsekvenser
Förmodan är viktigt på grund av dess många konsekvenser. I synnerhet för följande teorem och antaganden:
- Thue-Siegel-Roth teoremet.
- Fermats stora sats för alla tillräckligt stora exponenter (redan bevisad av Andrew Wiles).
- Mordells förmodan (redan bevisad av Gerd Faltings).
- Erdős-Woods antagande, med undantag för ett begränsat antal motexempel.
- Förekomsten av oändligt många icke-Wieferichprimtal.
- Den svaga formen av Marshall Halls antagande.
- Fermat–Catalans förmodan.
- Dirichlets L-funktion L(s, χd) har inget Siegel-nollställe.
- Generalisering av Tijdemans teorem.